# Glemmingestenen
Glemmingestenen, med signum DR 338, är en runsten inmurad i Glemminge kyrkas kyrkogårdsmur i den lilla tätorten Glemmingebro, i Glemminge socken, Ingelstad härad, Ystads kommun, Skåne.

## Inskriften
Translitterering av runraden:
× suini : sati : stin : þasi : iftiʀ : tusta : hin : skarba : fauþur ¶ sin : harþa : kuþan : buta : uirþi : at : rata : huas : ub ¶ briuti
Normalisering till fornvästnordiska:
Sweni satti sten þæssi æftiʀ Tosta hin Skarpa, faþur sin, harþa goþan bonda. Wærþi at ræta(?) hwas of briuti.
Översättning till nusvenska:
Sven satte denna sten efter Toste den skarpe (tappre), sin fader, en mycket bra herreman. Måtte den förgås som bryter högen.